# Green E.6
O Green E.6 era um motor aeronáutico britânico de seis cilindros em linha refrigerado a água que funcionou pela primeira vez em 1911, foi projetado por Gustavus Green e construído pela Green Engine Co e pela Mirlees, Bickerton & Day de Stockport entre agosto de 1914 e dezembro de 1918.

## Aplicações
- Avro 504K
- Avro 523A
- Bass-Paterson flying boat
- Cody Type V
- Eastbourne Aviation Circuit biplane
- Gnosspelius Hydro Tractor Biplane
- Grahame-White Type X Charabanc
- Royal Aircraft Factory F.E.2a
- Short S.68 Seaplane
- Sopwith Bat Boat
- Sopwith Three-seater
- Sopwith 1913 Circuit of Britain floatplane
- Sopwith Type TT

## Motores em exibição
Um motor Green E.6 preservado está em exibição pública no Fleet Air Arm Museum, no RNAS Yeovilton.